# Moritz Rachel
Moritz Rachel (* 16. Juni 1639 in Kiel; † 1. September 1697 in Dresden) war ein deutscher Goldschmied.

## Leben und Wirken
Moritz Rachel war der Sohn eines gleichnamigen Kieler Goldschmieds und dessen Ehefrau Anna, geborene Rathgen († 1669). Sein Vater, der am 14. Juli 1661 starb, war seit 1640 Kieler Bürger und ab 1656 Ältermann der Zunft der Goldschmiede.
Rachel ging bei seinem Vater in die Lehre und ab dem Herbst 1657 auf Wanderschaft. Bis Ostern 1658 blieb er in Hamburg, danach für ein Jahr in Dresden. Anschließend durchquerte er Oberdeutschland, ging in das Rheinland, weiter nach Holland und kam im November 1659 in Paris an, wo er eineinhalb Jahre blieb. Im Frühsommer 1661 erreichte er England. Dort blieb er jedoch nur bis zum Tod seines Vaters im Juli 1661.
Zurück in Kiel sah er keine Möglichkeiten, die Werkstatt seines Vaters fortzuführen, da hier infolge des erst kurz zuvor beendeten Dänisch-Schwedischen Krieges keine ausreichenden Einnahmen zu erwarten waren. Aus diesem Grund ging er erneut nach Dresden, das er im Juni 1664 erreichte. Hier arbeitete er zunächst als Geselle bei Matthäus Arnold, der Hofgoldschmied der verwitweten Kurfürstin Magdalena Sibylle war. Nach dem Tod Arnolds übernahm Rachel, zunächst unter dem Namen der Witwe, dessen Geschäfte. 1667 heirateten beide; Rachel führte die Werkstatt danach unter eigenem Namen weiter.
Im Oktober 1666 wurde Rachel zum Hofgoldschmied Johann Georg III. ernannt. In Dresden wurde er in kurzer Zeit vermögend und kaufte 1676 ein Haus in der Schlossgasse, drei Jahre später zusätzlich eines in der Frauengasse.
Rachel war kein berühmter Goldschmiedemeister und lieferte keine Werke für das Grüne Gewölbe. Er produzierte für den Hof aber zahlreiche Alltagsgegenstände. Während seiner Schaffenszeit verlegte er sich offensichtlich zunehmend auf den Handel mit Silber, darunter 1693 für August den Starken und dessen Hochzeit. Von 1685 bis 1688 und 1696/97 war Rachel Oberalter der Goldschmiedezunft.
Werke, die Rachel über eine Signatur zugeordnet werden können, existieren heute nicht mehr.

## Familie
Rachel hatte vier Söhne und fünf Töchter, darunter:
- Moritz († 1717). Er arbeitete als Goldschmied und begründete eine Familie von Bürgern und Akademikern, die bis in das 20. Jahrhundert hinein in Dresden lebte.
- Herinrich arbeitete als Silberhändler in Augsburg. Seine Söhne zogen größtenteils nach Dresden und trugen unter dem Namen Rachel von Löwmannsegk einen Adelstitel. Die Familie starb aus.
- Die Tochter Anna Dorothe heiratete den Goldschmied Johann Melchior Dinglinger.